# Dipriodonta
Dipriodonta és un gènere de papallones nocturnes de la subfamília Drepaninae que conté Dipriodonta sericea com a única espècie, que es troba a l'Índia (Muntanyes Khasi).
L'envergadura alar és de 21 mm.
Les ales anteriors són de color blanc sedós amb dues línies marrons tènues a prop de la base, fortament corbes a la vora. Hi ha una línia marró ondulada des de la costa abans del centre fins al marge interior abans del centre, diferent per sota de la mediana. Hi ha una línia exterior similar entre els dos terços de la costa i les tres quartes parts del marge interior. Hi ha una ombra marró a la costa més enllà, formant dues lunules fosques i punts entre les venes 2 i 4, i un punt al marge interior. De dos punts subapicals negres sorgeix una ombra grisa, amb algunes taques negres a l'àpex, així com una taca negra a la base del discocel·lular i un punt al marge interior proper a la base.
Les ales posteriors tenen una línia mitjana feble, un doble postmedi gris, el braç exterior marcat amb punts negres a les venes. També hi ha una sola línia submarginal corba i un minut punt negre a l'extrem inferior de la cèl·lula.